# Sylvius von Frankenberg und Proschlitz
Sylvius Heinrich Moritz von Frankenberg und Proschlitz (* 1732 in Kreuzburg; † 1. Januar 1795 in Osterode) war ein preußischer Generalmajor und Chef des Dragonerregiments „von Rosenbruch“.

## Leben

### Herkunft
Seine Eltern waren der preußische Oberst Karl Moritz von Frankenberg und Proschlitz (1698–1767) und dessen Ehefrau Eleonore, geborene von Kreckwitz aus dem Haus Popelwitz. Sein Vater war Kommandeur des Kürassierregiments Nr. 6 und seit dem 9. März 1764 Oberforstmeister der Altmark und Erbherr auf Jäntschdorf.

### Militärlaufbahn
Am 15. Juli 1746 wurde er in die Kadettenakademie in Berlin aufgenommen. Am 26. März 1752 kam er als Gefreitenkorporal in das Dragonerregiment „Rütz“. Am 20. August 1753 wurde er Fähnrich. Während des Siebenjährigen Krieges nahm er an den Schlachten von Groß-Jägersdorf, Zorndorf, Torgau und Freiberg sowie bei den Gefechten von Fehrbellin, Meißen und Klempin teil. In Kernberg nahm er den österreichischen Feldmarschallleutnant von Gemmingen gefangen. Zudem kämpfte er sowohl bei der Belagerung von Dresden als auch bei dem Entsatz von Kolberg und dem Gefecht bei Spie. Auch war er an dem Vorstoß nach Anklam beteiligt. In der Zeit wurde er am 11. September 1757 Sekondeleutnant und am 23. Dezember 1762 Stabskapitän. Am 1. Mai 1771 wurde er Kapitän und Eskadronchef und am 8. Juni 1772 Major. Während des Bayrischen Erbfolgekrieges wurde er am 6. November 1778 Regimentskommandeur. Am 22. Mai 1783 stieg er zum Oberstleutnant und am 21. Mai 1785 zum Oberst auf. Bei einer Revue in Heiligenbeil am 8. Juni 1789 erhielt er den Orden Pour le Mérite. Am 18. Mai 1790 wurde er Brigadier im Westpreußischen Korps, schon am 18. August 1790 wurde er Generalmajor und am 25. September 1790 Chef des Dragonerregiments „von Rosenbruch“. Er starb am 1. Januar 1795 in Osterode.

### Familie
Frankenberg und Proschlitz heiratete Elisabeth Albertine Henriette von Domhardt (1754–1795), eine Tochter des Johann Friedrich von Domhardt. Das Paar hatte folgende Kinder:
- Friedrich Wilhelm Moritz (* 12. Januar 1781; † 23. Mai 1843) Oberförster in Nikolaiken

⚭ Amalie Henriette von Poser
⚭ (geschieden) Johanna von Mengede (* 14. April 1787; † 18. Januar 1868)
⚭ 1811 (geschieden 24. August 1816) Henriette Anastasia Sophia Ludovici
⚭ Karoline Charlotte Densow (* 4. April 1805; † 188?)
- Friederike (* 14. August 1782; † 1857)
- Adelheid Sylvia (* 16. Juli 1784; † 9. Mai 1873) ⚭ Freiherr Georg Ludwig Friedrich von Dalwig, General, Sohn von Georg Ludwig von Dalwig
- Auguste (* 1785) ⚭ Leonard Bertram von Lavière, Kgl. preuß. Staatsrat und Oberforstmeister in Magdeburg[1]